# Хладно пиво
Хладно пиво је хрватска рок (некада панк) група из Загреба настала 1987. године. До сада су објавили седам албума и спадају међу најпопуларније групе тог типа како у Хрватској, тако и на простору бивше СФРЈ.

## Каријера
Група је основана 1987. године у западном загребачком предграђу Гајнице, као четворочлана група коју су чинили Миле Кекин, Суба, Теди и Зоки. Први јавни наступ имали су 21. маја 1988. године у Кумровцу, родном мјесту Јосипа Броза Тита на слету извиђача. Нешто касније њихов најављени концерт на језеру Јарун у Загребу није одржан јер је бубњар претходног бенда одбио да им преда бубњеве. 17. децембра 1992. године су наступили као предгрупа бенду КУД „Идијоти“.
Први албум, „Џиновски“, објавили су 1993. године.
Дана 11. октобра 1994. Хладно пиво је свирало у Дому спортова на Трешњевци као предгрупа Рамонсима. У фебруару 1995. године снимили су други по реду албум са називом „Г. А. Д.“ у продукцији „Т. Р. И. П. Рекордс-Кроација Рекордс“, који се појавио на тржишту у мају 1995. Дана 19. јануара 1996. године одржали су концерт у Скопљу, у Македонији. У марту 1997. група је снимила трећи албум „Десетка“ у продукцији Јабукатона из Љубљане.
Албум „Побједа“ објавили су 1999. године. Продуцирао га је Еди Цукерић, а као потпуна новина на њему се појављују ска, хеви метал, фолк и џез ритмови. Од тог албума трубач Стипе Мађор, који је од 1997. године био придружени члан групе, постаје стални члан. Албум је сниман од 16. августа до 23. августа 1997, у продукцији „Гајба Рекордс“ у сарадњи с „Дансинг бером“.
Средином 2002. године, Хладно пиво је снимило химну хрватске фудбалске репрезентације за Свјетско првенство у Јапану и Јужној Кореји, у којој су учествовали и хрватски голмани Стипе Плетикоса и Томо Бутина.
Крајем 2002. године изашао је албум „Шамар“, који је промовисао борбу против насиља у породици и против угрожавања људских права уопште. У нумери „Тешко је фул бити кул (кад си ту)“ и споту за исту са тог албума је гостовао босански репер Едо Маајка.
У паузи између два албума, група је радила музику за хумористичку ТВ-серију „Битанге и принцезе“ у којој се пјевач и фронтмен групе Миле појавио у улози „Саше Еротомана“, док су се остали чланови појављивали као статисти.
Последњи албум Хладног пива је „Књига жалбе“, објављен у прољеће 2007. године. Постпродукцију албума радио је у Мемфису (САД) Бред Блеквуд, познат по сарадњи са групом Зи зи топ. На албуму су коришћени још неки нови инструменти, попут оргуља у пјесми „Кажи стари“ и хармонике у пјесми „Срећа“.

## Концерти
Хладно пиво је држало концерте у скоро свим републикама бивше Југославије - Босни и Херцеговини, Хрватској, Словенији и Србији, као и у Немачкој и Аустрији.
Послије снимања албума „Шамар“, група је направила концертну турнеју „Дођите по шамар“, а потом у јесен исте године наставак турнеје под називом „Окрените други образ“. У априлу су одржали концерт у Дому спортова који је снимљен и издат на DVD-у „Пун (кон)Дом спортова“.
У прољеће 2005. године, Хладно пиво је направило једну од највећих концертних турнеја у каријери, под називом „Рунда за све“. Турнеја је између осталих обухватила и десетак градова Хрватске, а запамћен је концерт у великој дворани загребачког Дома спортова.
Албум „Књига жалбе“ је пропраћен концертном турнејом под називом „Уз жују није све тако сиво“ коју је спонзорисало Ожујско пиво.
Хладно пиво је више пута наступало и на Београдском сајму пива, на фестивалу „Јелен пиво лајв“. 8. септембра 2007. године.

## Награде
Албум „Шамар“ је снимљен у сарадњи са групом за женска људска права „Б. а. б. е“, поводом кампање „16 дана активизма против насиља над женама“. Иста кампања се водила и раније, под називом „Мушко НЕ насиљу над женама“. Због овог албума, групи је 2003. године додијељена награда „Јошко Кулишић“ Хрватског хелсиншког одбора за људска права, која се иначе додјељује новинарима за значајан допринос борби за људска права.
Хладно пиво је добило још и сљедеће награде:
- Награду „Порин“ 1993. за најбољи албум из жанра алтернативног рока
- Награду „Порин“ 2000. за најбољи видео-спот и најбољи албум из жанра алтернативног рока
- Награду „Порин“ 2004. за најбољи видео-спот, најбољу вокалну сарадњу, најбољу вокалну групу и најбољи рок албум

При додели Европске музичке награде 2007, на телевизијском каналу МТВ Адрија је у најужем избору за награду у категорији најбоље групе 2007 (Best Adriatic Act) било и „Хладно пиво“. Занимљиво је да је „Хладно пиво“ на почетку каријере објавило врло критичку песму под називом „МТВ“.

## Чланови бенда
- Миле Кекин, вокал; Кекин је рођен у Немачкој, а од дванаесте до четрнаесте године живио је у тузланском насељу Миладије и ишао у тамошњу школу „Томислав Рамљак“[5]. Кекин је професор немачког и енглеског језика[5].
- Зоки, гитара
- Шоки, бас
- Суба, бубањ
- Стипе Мађор, труба
- Деда, клавијатуре

## Албуми
Хладно пиво је до 2007. објавило укупно седам албума.
| Име албума            | Омот албума | Датум     | Снимано у        | Продукцијска кућа                      |
| --------------------- | ----------- | --------- | ---------------- | -------------------------------------- |
| Џиновски              |             | Март 1993 | Бест студио      | Кроација рекордс                       |
| Г. А. Д.              |             | Мај 1995  | Октава - дигитал | Т. Р. И. П. рекордс / Кроација рекордс |
| Десетка               |             | 1997      | Јабукатон        |                                        |
| Побједа               |             | 1999      | Гајба рекордс    | Дансинг Бер                            |
| Источно од Гајница    |             | 2000      | Концерт уживо    | Дансинг Бер                            |
| Шамар                 |             | 2003      |                  | Дансинг Бер                            |
| Књига жалбе           |             | 2007      |                  | Менарт                                 |
| Свијет гламура        |             | 2011      | RSL Production   | Менарт                                 |
| Дани затворених врата |             | 2015      |                  | Менарт                                 |